# Унгерн-Штернберг, Отто Рейнгольд Людвиг фон
Отто Рейнгольд Людвиг фон Унгерн-Штернберг (Otto Reinhold Ludwig von Ungern-Sternberg; 5 (16) августа 1744, имение Старый Кустгоф — 3 (14) августа 1811, Тобольск) — крупнейший землевладелец острова Даго рубежа XVIII и XIX веков, камергер польского короля Станислава Понятовского. Подозревался соседями и недоброжелателями в морском разбое. В 1804 году признан виновным в убийстве и сослан в Сибирь.

## Происхождение и молодость
Родился на мызе Альт-Кустгоф (нем. Alt-Kusthof) в семье барона Рейнгольда-Густава Унгерн-Штернберга (1714—1787) и баронессы Кристины-Софии Розен (1719—1797). Родителям принадлежали мызы Линден, Эрастфер и Кораст. Прослушав курс лекций по праву в Лейпцигском университете (1766—1767), поступил на службу в голландский флот капитаном. Позднее рассказывал, что в Мадрасе был задержан англичанами (по обвинению в шпионаже) и выслан в Европу.
По возвращении из плаваний поступил на службу к польско-литовскому монарху. В его свите посетил Петербург, где вступил в масонскую ложу «Астрея». В 1772 году в имении Пальмс женился на баронессе Магдалене-Шарлотте фон дер Пален (1749—1829), сестре будущего петербургского генерал-губернатора.

## Властелин острова Даго
Унгерн-Штернберг в 1781 году приобрёл за 50 000 рублей у своего товарища по университету, графа Стенбока, имение Гогенгольм на острове Даго, а в 1796 году у его брата (шурина Г. Р. Державина) — обширную мызу Гросенгоф. Для закрытия этих сделок распродал родительские имения в материковой Эстляндии. После покупки имения Путкас (1799) в руки Унгерн-Штернберга перешёл почти весь остров Даго.  В этом уединённом и малопосещаемом уголке Прибалтики он сумел построить небольшую верфь и создать частный торговый флот. Он основал судостроительные мастерские в гавани Тифенхавен (нем. Tiefenhafen — Глубокая гавань), превратив её в главный центр судостроения на острове, который был впоследствии расширен и модернизирован его сыном и внуком.
Барон рассчитывал на получение от правительства субсидии на содержание старинного маяка Дагерорт, однако средства поступали нерегулярно и не полностью, а после смерти Екатерины II и вовсе перестали выплачиваться, вынудив барона свернуть эксплуатацию маяка. Из-за обилия рифов в этих водах участились кораблекрушения, причём за спасение команды и груза судов барон удерживал солидную долю спасённого (которую прятал на чердаке своей усадьбы). Недруги Унгерн-Штернберга (включая влиятельных Стенбоков) распускали слухи о том, что барон занимается морским разбоем и специально зажигает огонь на маяке таким образом, чтобы заманить капитанов на рифы.
В 1802 году ревельский суд признал Унгерн-Штернберга виновным в присвоении имущества шведского корабля «Луиза Каролина», выброшенного на берег Даго, однако Российский император удовлетворил его просьбу о помиловании. В том же году в пылу ссоры на первом этаже гросенгофской мызы барон заколол кинжалом Карла-Иоганна Мальма — капитана принадлежавшего ему брига «Мориан», обвинив его в сознательном уклонении от предписанного судну маршрута в личных целях. Престарелый барон утверждал, что это была самооборона. Тем не менее суд в Ревеле (где губернаторствовал его недруг Яков Фёдорович Стенбок) признал его виновным и в 1804 году отправил в ссылку в Тобольск, где он и умер.

## Легенды и факты о бароне-пирате

### Легенды
Суд над Унгерном был окружён завесой тайны, что способствовало превращению «барона-пирата» в байронического героя многих легенд. Академик М. П. Алексеев предположил, что история эстляндского барона могла быть использована Байроном при создании поэмы «Лара». «Настоящий Манфред или Лара», — пишет о нём маркиз де Кюстин в своих записках о России.
Часть легенд о пирате с Даго восходит к двухтомному сочинению «Удивительные мемуары графа фон Ун-шт-бг, одного из крупнейших и необычайнейших преступников современности» (1807), авторство которого приписывается И. К. Петри. Чтобы замять историю, семейство Унгерн-Штернбергов скупило и уничтожило почти весь тираж псевдо-мемуаров барона. Тем не менее сведения о преступном бароне получили известность за пределами Эстляндии и быстро обросли фантастическими подробностями. В 1806 г. П. П. Свиньин занёс в свой дневник:
Сердце обливается кровью, человечество содрогается при воспоминании об ужасных злодеяниях барона ***, владельца острова Даго, открытых в 1802 г. одной женщиною, спасшеюся чудесным образом из погребов его замка. В продолжение 10 лет злодей сей в осенние бурные ночи переставлял маяки с одного места на другое, дабы корабли, обманувшись ложным светом, разбивались у берегов острова. Тогда он с шайкою своею нападал на них, расхищал груз, а спасшихся людей убивал. Чтоб успешнее обмануть мореплавателей, он проваживал ночью по берегу хромоногих лошадей с фонарями, кои казались мореходцам другими кораблями, идущими по одинаковому с ними направлению. Заключение в Сибирь было уделом сему злодею, а позор, покрывший имя его, так поразил одного из его сыновей, чувствительного молодого человека, что он помешался в уме. Сему содействовал и отказ обожаемой им невесты, последовавший тотчас по разглашении сего происшествия.
На подобных легендах основаны повесть Аристида де Гондрекура «Башня острова Даго» (1852) и венгерская новелла того же названия за авторством Мора Йокаи (1879). Достоевский более 20 раз упоминает «таинственного Унгерна… властелина необитаемого острова» в черновиках «Преступления и наказания» и «Подростка», где главный герой рассуждает, что «жребий Унгерн-Штернберга лучше Наполеонова». За оперу «Берег бурь» о злодейском угнетателе крестьянства, Людвиге фон Унгерн-Штернберге, эстонский композитор Эрнесакс в 1949 г. был удостоен Сталинской премии.

### Факты
В российском морском и судоходном праве 1780 года было предусмотрено вознаграждение за спасение груза. Его размер зависел от общей стоимости груза и мог составлять от одной шестой до четверти стоимости. По российскому морскому праву получить вознаграждение от судовладельцев мог любой, кто помогал спасать людей, груз и вещи, но на самом деле награда обычно доставалась землевладельцам, которые полагали, что если крушение произошло рядом с их землёй, то право на вознаграждение имели именно они, а не те люди, которые первыми оказались на месте крушения и фактически спасли команду и груз. Прибрежные землевладельцы использовали своё высокое положение, с одной стороны, и подчинённое положение крепостных крестьян с другой, чтобы получить положенную награду единолично.
При этом спасение и хищение часто соседствовали, занимая «серую зону» между законом и беззаконными действиями. Случай со шведским кораблём «Луиза Каролина» в 1797 году свидетельствует о том, как это могло происходить. Корабль потерпел крушение возле острова Даго, побережье которого имело многочисленные отмели и при этом располагалось невдалеке от морского пути в столицу Российской империи.
Во время расследования дела капитан судна Эрик Иоганн Бергманн и барон Унгерн-Штернберг утверждали, что некоторые товары затонули или были сильно повреждены из-за серьёзных разрушений на судне. Расхождения между исходными документами поставщиков и списком товаров, которые в итоге достигли таможенного склада в Ревеле, были значительными — бесследно исчезло более четверти груза на сумму более 10 000 рублей.
Барон Унгерн-Штернберг заявил перед судьями и магистратом, что он спасал корабли. Чиновник казначейства Райнхольд фон Рихтер постановил, что доказательств преступных действий барона было предоставлено недостаточно. Барон Унгерн-Штернберг обосновал свою просьбу о выплате вознаграждения тем, что ему удалось спасти корабль от неизбежной гибели. Задержку спасательной операции он объяснил сильным штормом и волнением на море.
Страховая компания, застраховавшее судно, не удовлетворилась таким объяснением и обратилась в Коллегию иностранных дел в Санкт-Петербурге. Сенат приказал Верховному земельному суду Эстляндии начать новое расследование. В 1803 году в поместье Отто фон Унгерн-Штернберга был проведён обыск, где был обнаружен ряд товаров, ранее указанных им как «утерянные». Кроме того, барон Унгерн-Штернберг, предположительно, на протяжении многих лет контрабандой сбывал эти товары в Швецию, используя для этой цели свои корабли.
В 1804 году барон Отто фон Унгерн-Штернберг был признан виновным и отправлен в Сибирь за обман при спасании судов и за убийство в 1802 году одного из своих капитанов, Карла Юхана Мальма, шведа по национальности.

## Потомство
В браке имел дочь и трёх сыновей, из которых старший в 1800 году застрелился из-за отказа отца оплачивать его долги. «Безумный барон» Роман Фёдорович фон Унгерн-Штернберг происходит от барона Романа (Отто Рейнгольда) Унгерн-Штернберга по женской линии, а по мужской — от его младшего брата Кристиана.